# Élections en Ouganda
Les élections en Ouganda permettent d'élire le Président et les parlementaires. Les élections se déroulent dans le cadre des élections générales qui regroupent tous les 5 ans l'élection présidentielle et les élections législatives.

## Constitution
La Constitution de l'Ouganda définit le droit de vote dans le pays. La constitution déclare que tous les citoyens âgés de plus de 18 ans peuvent et doivent voter.